# Хамагиб
Хамагиб — село в Гунибском районе Дагестана. Входит в состав сельского поселения Сельсовет Тлогобский.

## География
Расположено в 9 км к северо-западу от районного центра с. Гуниб, на р. Кудиябор.

## Население
| 1939 | 1970 | 1989 | 2002 | 2010 | 2021 |
| ---- | ---- | ---- | ---- | ---- | ---- |
| 104  | ↗111 | ↘74  | ↗139 | ↘72  | ↗128 |